# Kelapa Gading
Kelapa Gading is een onderdistrict (kecamatan) van Jakarta Utara in het noorden van Jakarta, Indonesië. In Kelapa Gading zijn diverse grote winkelcentra, waarvan Mal Kelapa Gading het grootste is.
Vanwege de ligging (zo'n 5 meter boven zeeniveau en dicht bij de kust) zijn er regelmatig overstromingen in Kelapa Gading.

## Verdere onderverdeling
Het onderdistrict Kelapa Gading is verdeeld in 3 kelurahan:
1. Kelapa Gading Barat
2. Kelapa Gading Timur
3. Pegangsaan Dua

## Bezienswaardigheden
Kelapa Gading is bekend vanwege de vele winkelcentra, waaronder:
- Mal Artha Gading
- Mal Kelapa Gading